# Shubhanshu Shukla
Shubhanshu Shukla (Lucknow, 10 ottobre 1985) è un astronauta indiano.
È uno dei quattro astronauti designati per volare nello spazio come parte del programma indiano di voli spaziali con equipaggio. Nel giugno 2025 ha preso parte alla missione spaziale Axiom Mission 4 verso la Stazione spaziale internazionale (ISS) di 20 giorni.

## Biografia

### Istruzione e carriera di aviatore
Shukla completò gli studi presso la City Montessori School, a Lucknow. Ispirato dalla Guerra di Kargil del 1999, presentò domanda e superò l'National Defence Academy and Naval Academy Examination. Completò poi l'addestramento militare e conseguiò una laurea triennale in informatica presso la National Defence Academy nel 2005. Venne selezionato per il reparto di volo e seguì l'addestramento presso l'Indian Air Force Academy. Nel giugno 2006 venne arruolato come Ufficiale di volo dell'Aeronautica militare indiana.
Al momento della selezione come candidato astronauta, era comandante di combattimento e pilota collaudatore esperto con circa 2000 ore di esperienza di volo su vari velivoli, tra cui il Su-30 MKI, il MiG-21, il MiG-29, il Jaguar, il BAE Hawk, il Dornier 228 e l'An-32.

### Carriera come astronauta
Shukla partecipò al processo di selezione degli astronauti nel 2019 dall'Institute of Aerospace Medicine (IAM), un'organizzazione aeronautica indiana per il programma indiano di voli spaziali con equipaggio. Successivamente, venne selezionato tra i quattro finalisti da IAM e ISRO. Nel 2020, si è recato in Russia per l'addestramento di base con gli altri tre astronauti selezionati presso lo Centro di addestramento cosmonauti Jurij Gagarin (GCTC) alla Città delle Stelle dove completò l'addestramento di base nel 2021. Tornò poi in India per partecipare all'addestramento presso l'Astronaut Training Facility di Bangalore. Durante questo periodo, conseguitò un master in ingegneria aerospaziale presso l'Indian Institute of Science.
La sua selezione nel corpo astronauti indiano venne annunciato ufficialmente per la prima volta al pubblico il 27 febbraio 2024, quando il Primo Ministro indiano Narendra Modi annunciò i nomi dei membri del corpo astronauti per la prima missione spaziale con equipaggio dell'India, Gaganyaan, presso il Vikram Sarabhai Space Centre dell'ISRO a Thiruvananthapuram.

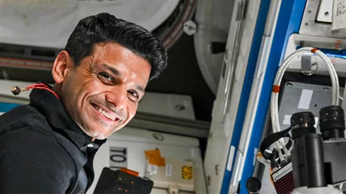
Shukla sulla ISS

#### Axiom Mission 4
Shukla è stato selezionato come pilota per la missione Axiom Mission 4 verso la Stazione spaziale internazionale. Si è unito a un equipaggio guidato dal comandante Peggy Whitson e dagli specialisti di missione Sławosz Uznański-Wiśniewski e Tibor Kapu. L'astronauta indiano Prasanth Nair è stato designato come membro dell'equipaggio di riserva; entrambi hanno seguito l'addestramento presso il Johnson Space Center della NASA a Houston. Al lancio Shukla è diventato il primo astronauta indiano a visitare la ISS e il secondo indiano in orbita, dopo il cosmonauta Rakesh Sharma. Il costo del volo è stato stimato per "circa 60 milioni di dollari" (circa ₹500 crore). Il 25 giugno 2025 è stato lanciato a bordo della nuova navicella Crew Dragon Grace e il giorno successivo ha raggiunto la ISS, unendosi all'equipaggio Expedition 73. Nei 20 giorni successivi ha svolto un paio di decine di esperimenti scientifici provenienti da Axiom Space e dai paesi di appartenenza dell'equipaggio. Ha fatto ritorno sulla Terra il 15 luglio 2025.

## Vita privata
Shukla è sposato e ha un figlio. Nel tempo libero ama dedicarsi all'esercizio fisico, leggere libri di scienza e spazio, e ha recentemente sviluppato un interesse per l'oroscopo, pur identificandosi come agnostico.